# Залізниця Фрайбург — Кольмар
Залізниця Фрайбург — Кольмар (нім. Bahnstrecke Freiburg–Colmar) — міжнародна залізниця, яка раніше сполучала Фрайбург-ім-Брайсгау в німецькій землі Баден-Вюртемберг з Кольмаром у французькому департаменті Верхній Рейн (регіон Ельзас). 
Залізниця перетинала річку Рейн по мосту між Брайзахом і Неф-Бризаком . 
Оскільки цей міст зруйновано в 1945 році, лінія з Фрайбурга закінчується в Брайзаху, і цю дільницю зараз зазвичай називають залізницею Фрайбург — Брайзах або Брайзахербан. 
Дільницю від Фрайбурга до Брайзаха завершено в 1871 році, а решту — в 1878 році.

## Історія
Побудова залізниці Брайзах —  Фрайбурга запропонована в Брайзаху ще в 1846 році. 
Проект залізниці  Фрайбург — Нансі через Брайзах, Кольмар, Мюнстер і Вогези представлено в Кольмарі в 1860 році. 
Рейн планувалося перетнути в Брайзаху за допомогою «літаючого мосту» (реакційний пором). 
З німецького боку планувалося продовжити залізницю від Фрайбурга через Гелленталь через Шварцвальд до Ульма та Боденського озера. 
Концепція залізниці Кольмар — Фрайбург, яка стане частиною міжнародного міжміського сполучення від Парижа до Відня через Вогези та Шварцвальд, так і не була реалізована. 

У 1864 році міста Брайзах і Фрайбург вирішили взяти участь у проекті побудови залізниці. 

Залізничний комітет планував побудувати лінію Фрайбург — Брайзах через Гугштеттен, Обершаффгаузен і Васенвайлер, але планування було відкладено, серед іншого, через австро-прусську війну 1866 року.
11 лютого 1868 року уряд Бадена схвалив «закон про будівництво залізниці між Фрайбургом і Брайзахом» і надав концесію на лінію 21 квітня 1868 року. 
Однією з причин будівництва залізниці було транспортування лісу з Шварцвальду до Рейну та вугілля з Саар до Фрайбурга. 

Щоб профінансувати будівництво залізниці, Фрайбург і Брайзах взяли позику в 1,2 мільйона золотих марок під 4,5 % від Базельської банківської асоціації. 

Маршрут було змінено на користь коротшого та дешевшого маршруту Гугштеттен — Васенвайлер через Готтенгайм в 1869 році. 
Будівництво розпочато 7 червня 1870 року. 
Відкриття лінії відклали до 14 вересня 1871 року через кадрові та матеріальні перешкоди, спричинені франко-прусською війною. 

Приватна залізниця з самого початку експлуатувалася державними залізницями Великого Герцогства Баден.

### Розширення Брайзах – Кольмар

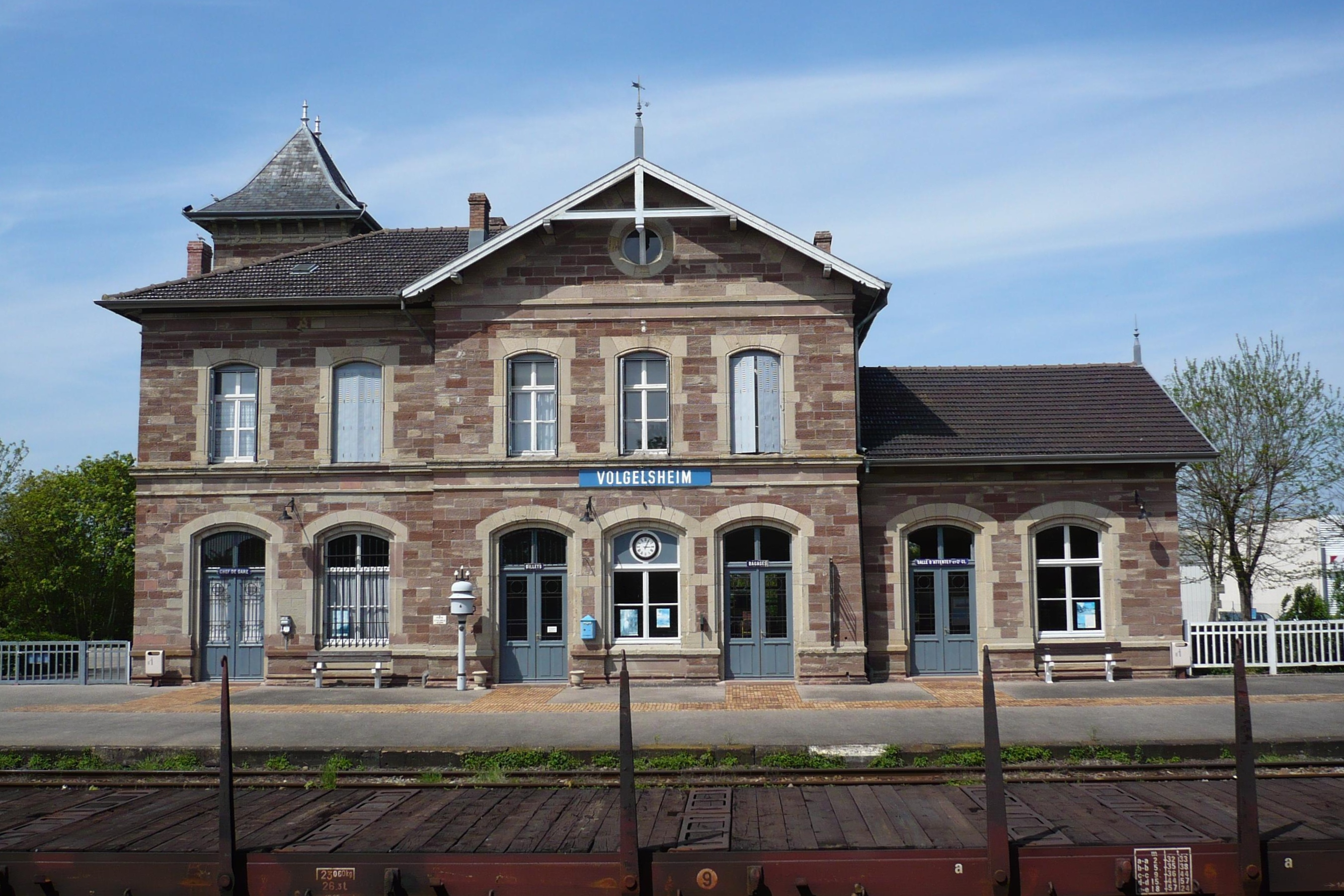
Станція Фольгельсгайм

В результаті франко-прусської війни Ельзас став частиною Німецької імперії як Ельзас-Лотарингія з 1871 року. 
Війна затримала подальше будівництво залізниці на кілька років. 
Оскільки Брайзах більше не був прикордонною станцією, а спочатку заплановані приміщення для митного та прикордонного контролю більше не були потрібні, в 1871 році відкрито лише тимчасову будівлю вокзалу. 
Після підписання державного договору між Великим герцогством Баденом і Німецькою імперією в 1874 році, який встановлював обов'язки щодо продовження лінії, в 1875 році почалося будівництво мосту через Рейн поблизу Брайзаха, який було відкрито для руху 5 січня 1878. 
У ліцензії, виданій в 1875 році на експлуатацію залізниці від Альтбрайзаху до Кольмара, було передбачено, що державна залізниця орендує всю лінію від залізничної компанії Фрайбург-Брайзах до середини Рейну на необмежений період часу, якщо уряд Великого герцогства не скористається своїм правом викупу. 

Лінія до Кольмара була завершена 7 січня 1878 року. 
 
Поїздам потрібно було приблизно 70 хвилин, щоб пройти лінію Фрайбург — Кольмар.

### Експлуатація лінії до руйнування Рейнського мосту
Оскільки відсоткові ставки значно впали, а держава змогла сплатити покупну ціну в 1 687 100 золотих марок, Баден-Ландтаг  дав згоду на викуп лінії, яку націоналізували 6 грудня 1881 року. 

Залізнична катастрофа в Гугштеттені сталася 3 вересня 1882 року, в результаті чого 64 людини загинули та 230 були важко поранені, найгірша залізнична аварія в Німеччині на той час.
З будівництвом приватної залізниці Кайзерштульбан залізницю Брайзаха з’єднали в Готтенгаймі з лінією на Рігель-Орт і Ендінген в 1894 році, а в Брайзаху — з лінією на Ендінген і Рігель у 1895 році. Щоб забезпечити прибутковість залізниці Кайзерштуль, усі залізничні вантажні перевезення з Кольмара та Брайзаха на північ по залізниці долини Рейну, більше не проходили через Фрайбург, а напряму через Кайзерштульбан до станції Рігель на Райнтальбані. 
Експрес-сполучення впроваджено між Фрайбургом і Кольмаром в 1910 році. 

Тимчасову споруду на станції Брайзах замінено нинішнім вокзалом в 1914 році. 
Залізниця Брайзах — Кольмар зазнала значне збільшення трафіку через військові перевезення під час Першої світової війни. 
Колію Неф-Бризак — Банценайм побудували в 1917 році за ініціативою німецьких військових.
Оскільки Ельзас повернули Франції в 1918 році, Брайзах знову став прикордонною станцією, і значення Брайзахської залізниці значно зменшилося. 

Під час Другої світової війни міст через Рейн у Брайзаху вперше підірвано в 1939 році, відремонтований, а потім повністю знищений під час відступу німців в 1945 році. 
Відтоді лінія до Кольмара перервана. 
Нинішній автомобільний міст збудовано на фундаменті колишнього залізничного мосту. 
1 та 26 лютого 1946 року дві непошкоджені частини мосту перевезено на баржі до Ноєнбурга і використано для ремонту мосту Ноєнбург – Шалампе на залізниці Мюльгайм — Мюлуз, який також зруйнували під час відступу. 

Попри неодноразові дискусії, пропозиції щодо реконструкції Брайзахського мосту завжди провалювалися через вартість нового мосту.

### З моменту руйнування Рейнського мосту

#### Лінія Кольмар — Фольгельсгайм (французька дільниця)
Французька залізнична компанія SNCF обслуговувала пасажирські перевезення між Кольмаром і Фольгельсгаймом після Другої світової війни, але закрила їх в 1969 році. 
Лише два вантажні потяги все ще курсують щодня з Кольмара до річкового порту біля Маркольсгайма. 

У 1982 році була заснована Chemin de Fer Touristique du Rhin, яка обслуговує історичне залізничне сполучення на французькій частині лінії. 
Це стало можливим, серед іншого, завдяки тому, що Торгова палата Кольмара безкоштовно орендує лінію Фольгельсгайм — Маркольсгайм. 

#### Лінія Брайзах — Фрайбург (німецька дільниця)
Влітку 1960 року Deutsche Bundesbahn обслуговував 36 пасажирських поїздів по неділях, у робочі та святкові дні, більшість із яких були однокласними. 

Deutsche Bundesbahn деякий час збирався поступово зменшити трафік, так що лінію врешті-решт можна було закрити.
Лінія знаходиться в зоні управління Фрайбурзької регіональної транспортної асоціації з 1994 року. 
Пропозиція щодо запровадження Брайсгау S-Bahn (BSB), представлена в 1995 році, пропонувала запровадження роботи S-Bahn з регулярним рухом та інноваційними легкими вагонами на лінії Фрайбург — Брайзах як пілотну службу. 
Послуги на Кайзерштульбані також мають бути покращені та інтегровані в запропоновану мережу.
1 червня 1997 року управління залізницею Фрайбург — Брайзах перейшло до Брайсгау S-Bahn, який засновано в 1996 році як дочірню компанію SWEG Südwestdeutsche Landesverkehrs (SWEG) і Freiburger Verkehrs AG (VAG), кожна з яких володіє 50%. 
Дев’ять дизельних локомотивів Regio-Shuttle RS1 (VT 001–009) закуплено компанією SWEG у компанії Adtranz разом із Regio-Shuttle такого ж дизайну, але з різною лівреєю, також закупленими компанією SWEG для Кайзерштульбан, які розташували в депо рухомого складу Ендінген. 
У 1999 — 2003 рр. трафік збільшився з 6000 до 9000 пасажирів на робочий день на лінії, яку  Deutsche Bundesbahn тимчасово закрив. 
Разом із Ельцтальбаном, який також придбали у 2002 році, BSB збільшив кількість пасажирів понад у чотири рази з 1,5 мільйонів пасажирів в 1999 році до приблизно 6,5 мільйонів пасажирів у 2006 році. 

У вантажних перевезеннях поглинання BSB призвело до зміни транспортних потоків, оскільки вантажні потяги, які раніше курсували з Брайзаху через Кайзерштульбан до Рігель-Мальтердінгена та Райнтальбану з тих пір переведені на Фрайбург-Товарний. 
Вантажні перевезення здійснюються компанією SWEG на лінії до Фрайбург-Товарний та до північної промислової зони з 2007 року в рамках партнерства між SWEG і DB Cargo. 

Угода про співпрацю між RVF і Nahverkehrsgesellschaft Baden-Württemberg («Місцева транспортна компанія Баден-Вюртемберга», NVBW) від 11 березня 2009 року передбачала електрифікацію мережі S-Bahn регіону Фрайбург до 2019 року. 

На цьому першому етапі проекту «Breisgau-S-Bahn 2020», лінію Фрайбург — Брайзах також електрифіковано, щоб забезпечити сполучення без змін Брайзах — Філлінген, який також був не електрифікований на дільниці Нойштадт — Донауешинген. 

Лише близько двох кілометрів лінії від станції Фрайбург-Головний до станції Новий ярмарок/Університет вже були електрифіковані. 
Станція, що відкрили у 2000 році 
, 
побудовано на місці розгалуження Гайденгоф, де до 1945 року одна з двох кривих сполучалася з вантажною обхідною залізницею Фрайбурга .